# Otanche (kommun)
Otanche är en kommun i Colombia.   Den ligger i departementet Boyacá, i den centrala delen av landet, 130 km norr om huvudstaden Bogotá. Antalet invånare är 10 463. Arean är 512 kvadratkilometer.
Terrängen i Otanche är varierad.